# Rudolphy Point
Der Rudolphy Point (spanisch Punta Rudolphy) ist der südwestliche Ausläufer der Bryde-Insel vor der Danco-Küste des Grahamlands auf der Antarktischen Halbinsel. Er liegt an der Roepke-Passage und markiert die südliche Begrenzung der Einfahrt zur Killermet Cove.
Teilnehmer der 5. Chilenische Antarktisexpedition (1950–1951) benannten die Landspitze nach Raúl Rudolphy Saavedra (1911–2001), Kapitän des Transportschiffs Angamos bei dieser Forschungsreise. Das UK Antarctic Place-Names Committee übertrug diese Benennung im Jahr 1978 ins Englische.